# Heaven's Open (píseň)
„Heaven's Open“ je píseň britského multiinstrumentalisty Mika Oldfielda. Vydána byla jako jeho třicátý singl na začátku roku 1991 a v britské hudební hitparádě se neumístila.
Singl „Heaven's Open“ pochází z Oldfieldova stejnojmenného alba, které vyšlo v únoru 1991. Na přebalu singlu je autor uveden jako „Michael Oldfield“ a producent jako „Thom Newman“, obdobně jako na albu. To je totiž poznamenáno spory Oldfielda s majitelem vydavatelství Virgin Records Richardem Bransonem, který jej tlačil více do komerční oblasti hudby.
Píseň „Heaven's Open“, kterou Oldfield sám nazpíval, se původně jmenovala „Man in the Rain“ a měla být se zpěvem Barryho Palmera vydána na albu Islands v roce 1987. Na B straně singlu se nachází výňatek z alba Amarok, které Oldfield vydal v roce 1990.
Existují i další verze singlu „Heaven's Open“. Varianty vydané na dvanáctipalcové gramofonové desce a na CD obsahují navíc odlišný mix písničky „Heaven's Open“ a druhý výňatek z Amaroku.

## Seznam skladeb
7" verze
1. „Heaven's Open“ (Oldfield) – 4:25
2. „Excerpt I from Amarok“ (Oldfield) – 3:09

12" a CD verze
1. „Heaven's Open (12" Version)“ (Oldfield) – 4:31
2. „Excerpt I from Amarok“ (Oldfield) – 3:09
3. „Heaven's Open“ (Oldfield) – 4:25
4. „Excerpt V from Amarok“ (Oldfield) – 2:29